# Клайзер, Рэндал
Джон Рэндал Клайзер (англ. John Randal Kleiser; род. 20 июля 1946 года, Филадельфия, штат Пенсильвания, США) — американский кинорежиссёр, сценарист и продюсер. На родине известен в первую очередь как режиссёр музыкального фильма «Бриолин». В России известен как режиссёр фильмов «Полёт навигатора», «Голубая лагуна» и др.

## Биография
Клайзер родился в Филадельфии, штат Пенсильвания, в семье Гарриеты Келли (урожденная Минс) и Джона Рэймонда Клайзера. Он вырос в общине пенсильванских немцев в Лебаноне, Пенсильвания. Учился в средней школе Раднора.
Клайзер был одним из первых режиссёров, использовавших морфинг — в фильмах «Коротышка — большая шишка» (1988), «Белый Клык» (1991) и «Дорогая, я увеличил ребёнка» (1992).
В Лондоне Клайзер снял комедию «Всё как надо» (1989), с Джесси Бердсолл, Линн Редгрейв, Хеленой Бонэм Картер, Джейн Хоррокс и сэром Джоном Гилгудом в главных ролях. В 1996 году он снял фильм по собственному сценарию «Это моя вечеринка», с Эриком Робертсом, Грегори Харрисоном, Ли Грант, Брюсом Дэвисоном и Марли Матлин в ролях. По сценарию Рэндала был снят фильм о сёрфинге «Северный берег» (1987) кинокомпанией Universal Pictures.
Будучи первокурсником Университета Южной Калифорнии, Клайзер появился в студенческом фильме Джорджа Лукаса «Freiheit» (Клайзер также жил в доме, который Лукас снимал в то время). Карьеру начал дипломным фильмом «Peege»; университет окончил в 1968 году. Преподавал в родном университете в актёрской и режиссёрской мастерских Классов для европейских студентов на кинофестивалях в Довиле, Сарле и Малаге. Он работает в качестве судьи на Студенческой награде Академии кинематографических искусств и наук и в качестве председателя Академического комитета Гильдии режиссёров Америки. Сотрудничает с Лабораторией графики Института креативных технологий Университета Южной Калифорнии, совместно с которой изобрёл цифровой Синерама-процесс, называемый Vistarama HD.
Выход фильма «Красная Шапочка» (2006) повлиял на цифровой кинематограф: использование интерактивных виртуальных наборов стало более широким. В том же году в Лиссабоне фильм был использован в качестве открытия первого Международного фестиваля цифрового кино.
Дом Клайзера был использован в фильме «Крик 3». 20 октября 2006 года Клайзер вошёл в Зал славы Средней школы Раднора.
На осень 2010 года Клайзер числился преподавателем по кинопроизводству в Додж-колледжа кино и медиа-искусства (англ. Dodge College of Film and Media Arts) Чепменского университета.

### Личная жизнь
Клайзер является открытым геем.

## Фильмография

### Полнометражные фильмы
| Год  | Фильм                                          | Режиссёр | Продюсер       | Сценарист | Примечания     |
| ---- | ---------------------------------------------- | -------- | -------------- | --------- | -------------- |
| 1976 | Палачи                                         |          |                | Да        |                |
| 1978 | Бриолин                                        | Да       |                |           |                |
| 1980 | Голубая лагуна                                 | Да       | Да             |           |                |
| 1982 | Летние любовники                               | Да       |                | Да        |                |
| 1984 | Грэндвью, США                                  | Да       |                |           |                |
| 1986 | Полёт навигатора                               | Да       |                |           |                |
| 1987 | Северный берег                                 |          | Исполнительный | Сюжет     |                |
| 1988 | Коротышка — большая шишка                      | Да       |                |           |                |
| 1989 | Всё как надо                                   | Да       | Да             |           |                |
| 1991 | Белый клык                                     | Да       |                |           |                |
| 1991 | Возвращение в Голубую лагуну                   |          | Исполнительный |           |                |
| 1992 | Дорогая, я увеличил ребёнка                    | Да       |                |           |                |
| 1996 | Это моя вечеринка                              | Да       | Да             | Да        |                |
| 1998 | Тень сомнения                                  | Да       |                |           |                |
| 1999 | Хочу туда добраться                            |          | Да             |           |                |
| 2005 | Любовь на острове                              | Да       |                |           |                |
| 2006 | Красная Шапочка                                | Да       |                |           |                |
| 2010 | Нина Фош: Курс для кинематографистов и актёров |          | Да             |           | Документальные |
| TBA  | Жизнь после навигатора                         |          | Исполнительный |           | Документальные |

| Актёр | Актёр                     | Актёр              |
| Год   | Фильм                     | Роль               |
| ----- | ------------------------- | ------------------ |
| 1981  | Богатые и знаменитые      | Гость на вечеринке |
| 1988  | Коротышка — большая шишка | Продавец поп-корна |
| 1997  | Человек Канн              | Режиссёр           |
| 1998  | Коварный план Сьюзан      | Доктор #1          |
| 1999  | Женщина без правил        | Боб                |
| 2001  | Круг                      | Доктор             |

### Короткометражные фильмы
| Год  | Фильм                             | Режиссёр | Сценарист | Продюсер | Примечания                      |
| ---- | --------------------------------- | -------- | --------- | -------- | ------------------------------- |
| 1964 | Весёлая вечеринка на пляже        | Да       | Да        | Да       | Монтажёр, оператор и композитор |
| 1973 | Пиджи                             | Да       | Да        |          | Монтажёр                        |
| 1973 | Фут фетиш                         | Да       | Да        |          |                                 |
| 1994 | Дорогая, я уменьшил зрителей      | Да       |           |          | Аттракцион                      |
| 2017 | Речь, которую никогда не говорили | Да       |           |          |                                 |

| Актёр | Актёр                             | Актёр           | Актёр          |
| Год   | Фильм                             | Роль            | Примечания     |
| ----- | --------------------------------- | --------------- | -------------- |
| 1962  | Погоня                            | Неизвестна      |                |
| 1964  | Капитан Америка против Мутанта    | Капитан Америка |                |
| 1966  | Фрейхейт                          | Парень          |                |
| 1967  | Глут                              | Неизвестна      | Также монтажёр |
| 2017  | Речь, которую никогда не говорили | Камео           |                |

### Телевидение
| Год     | Фильм                                | Режиссёр   | Сценарист  | Продюсер | Примечания               |
| ------- | ------------------------------------ | ---------- | ---------- | -------- | ------------------------ |
| 1974-75 | Доктор Маркус Уэлби                  | Да (4 эп.) |            |          | Сериалы                  |
| 1975    | Лукас Таннер                         | Да (1 эп.) |            |          | Сериалы                  |
| 1975    | Теперь все вместе                    | Да         |            |          | Телефильм                |
| 1975-77 | Старски и Хатч                       | Да (3 эп.) |            |          | Сериалы                  |
| 1976    | Новобранцы                           | Да (1 эп.) |            |          | Сериалы                  |
| 1976    | Семья                                | Да (2 эп.) |            |          | Сериалы                  |
| 1976    | Рассвет: История бродячего подростка | Да         |            |          | Телефильмы               |
| 1976    | Под колпаком                         | Да         |            |          | Телефильмы               |
| 1977    | ABC: Специальный уик-энд             | Да (1 эп.) | Да (1 эп.) |          | Сериал; монтажёр (1 эп.) |
| 1977    | Собрание                             | Да         |            |          | Телефильм                |
| 1980    | Субботним вечером в прямом эфире     | Да (1 эп.) |            |          | Телешоу                  |
| 1995    | Новости Нью-Йорка                    | Да (1 эп.) |            |          | Сериал                   |
| 1999    | Королевский штандарт                 | Да         |            |          | Телефильмы               |
| 2016    | Разморозка: Виртуальная Серия        | Да         | Да         | Да       | Телефильмы               |